# Rhanidopsis neophantes
Rhanidopsis neophantes là một loài bướm đêm trong họ Geometridae.